# 10446 Siegbahn
10446 Siegbahn eller 3006 T-3 är en asteroid i huvudbältet som upptäcktes den 16 oktober 1977 av den nederländsk-amerikanske astronomen Tom Gehrels och det nederländska astronomparet Ingrid van Houten-Groeneveld och Cornelis Johannes van Houten vid Palomarobservatoriet. Den är uppkallad efter den svenske fysikern och nobelpristagaren Kai Siegbahn.
Asteroiden har en diameter på ungefär 9 kilometer.